# Kuniaki Shibata
Kuniaki Shibata (jap. 柴田 国明, Shibata Kuniaki; * 29. März 1947 in Hitachi, Japan) ist ein ehemaliger japanischer Boxer und dreifacher Weltmeister.

## Karriere
Er gewann seine ersten 21 Kämpfe, die meisten davon durch K. o. Am 15. April 1970 gewann er den vakanten japanischen Meistertitel und im Dezember desselben Jahres den WBC-Weltmeistertitel im Federgewicht. Er verteidigte den Titel gegen Raul Cruz durch K. o. und gegen Ernesto Marcel mit einem Unentschieden.
Am 19. Mai 1972 nahm ihm Clemente Sánchez den Gürtel ab, als er ihn in der 3. Runde k. o. schlug. Im März 1973 gewann er durch einen Punktsieg gegen Ben Villaflor die WBA-Weltmeisterschaft im Superfedergewicht und verlor den Titel im Rematch durch klassischen Knockout in Runde 1.
Ende Februar 1974 kämpfte er gegen den Mexikaner Ricardo Arredondo um den Weltmeisterschaftstitel der WBC im Superfedergewicht, welchen er schon einmal im Federgewicht errungen hatte, und siegte nach Punkten. Insgesamt verteidigte der den Titel dreimal.